# Edgemere
Edgemere is een plaats (census-designated place) in de Amerikaanse staat Maryland, en valt bestuurlijk gezien onder Baltimore County.

## Demografie
Bij de volkstelling in 2000 werd het aantal inwoners vastgesteld op 9248.

## Geografie
Volgens het United States Census Bureau beslaat de plaats een oppervlakte van
53,3 km², waarvan 28,0 km² land en 25,3 km² water.

## Plaatsen in de nabije omgeving
De onderstaande figuur toont nabijgelegen plaatsen in een straal van 12 km rond Edgemere.